# Baní
Baní é a capital da província de Peravia, na República Dominicana. É o centro comercial e de produção em uma região produtora de bananas e café.
Sua população estimada em 2012 era de 145 595 habitantes.
Baní é a sede da Direção Geral Centro-Sul da Polícia Nacional, da Direção Regional Central do Ministério da Agricultura e da Direção Regional do Sul da Direção Geral de Segurança Viária e Transportes Terrestres (DIGESETT).